# شانبلين (الأردين)
شانبلين هي بلدية فرنسية تقع في إقليم الأردين في منطقة غراند إيست. 

## الأماكن والمعالم الأثرية
- تم تجديد كنيسة شامبلين.

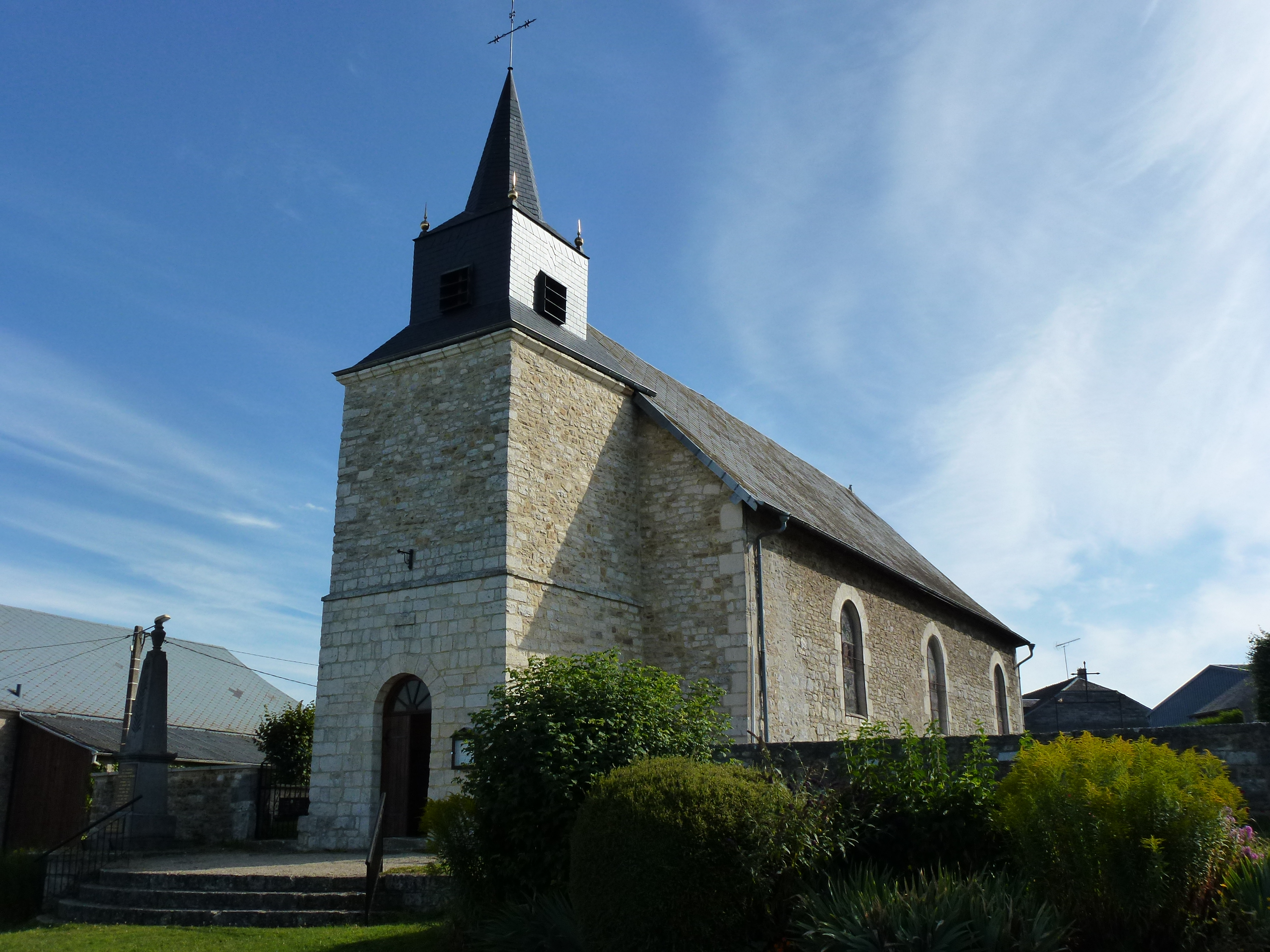
كنيسة شامبلين.
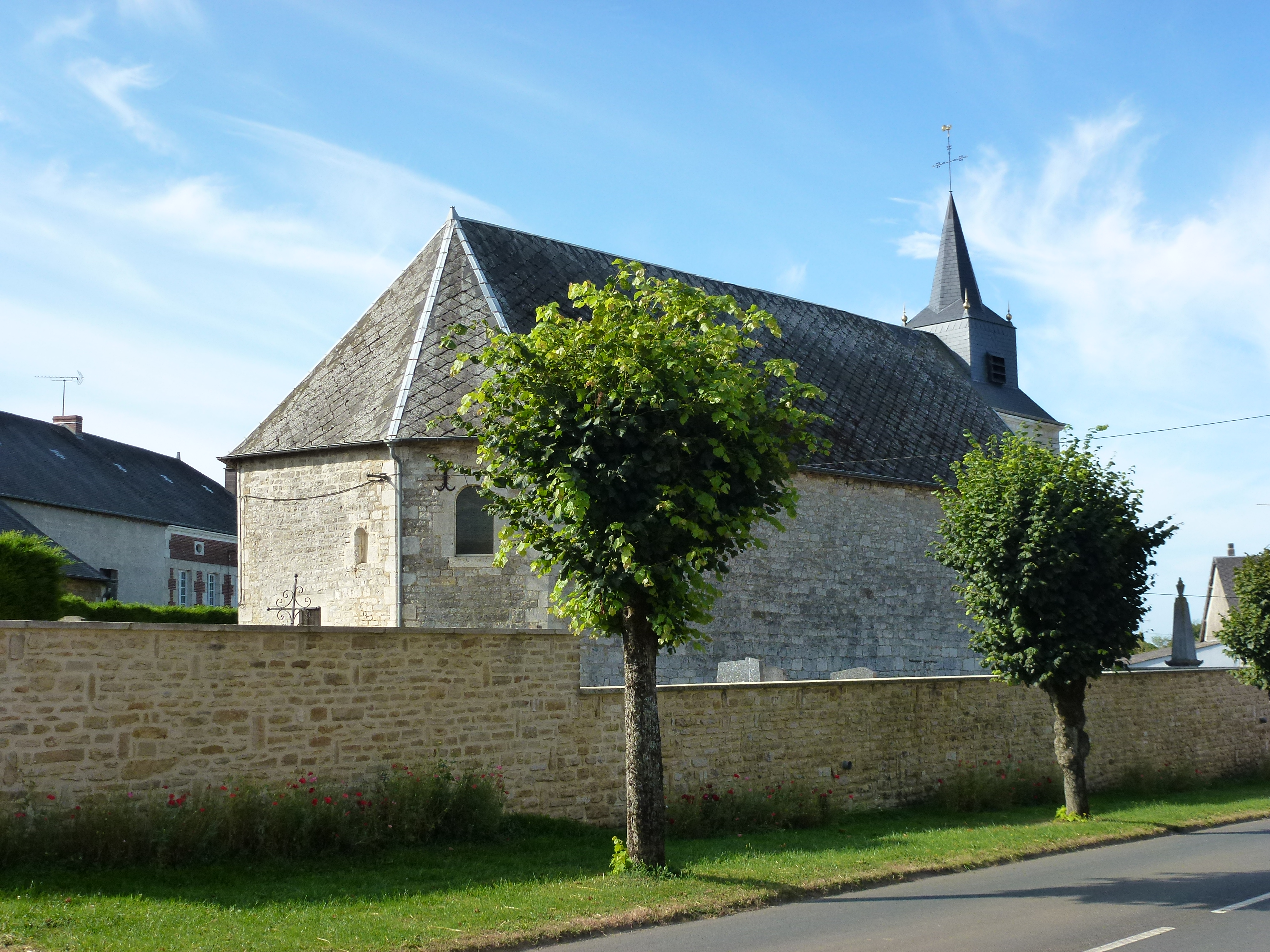
الكنيسة رأي آخر.
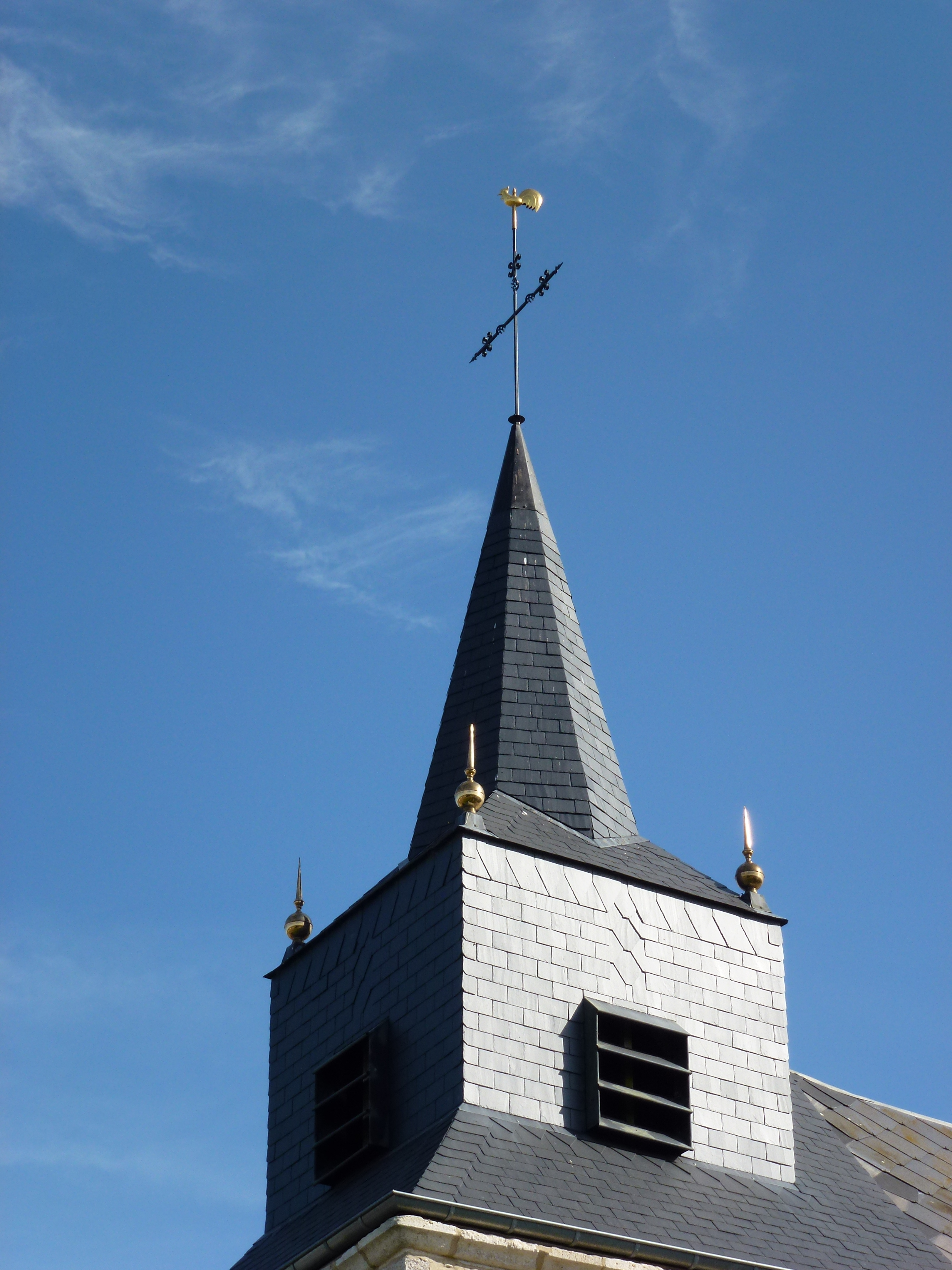
برجها.
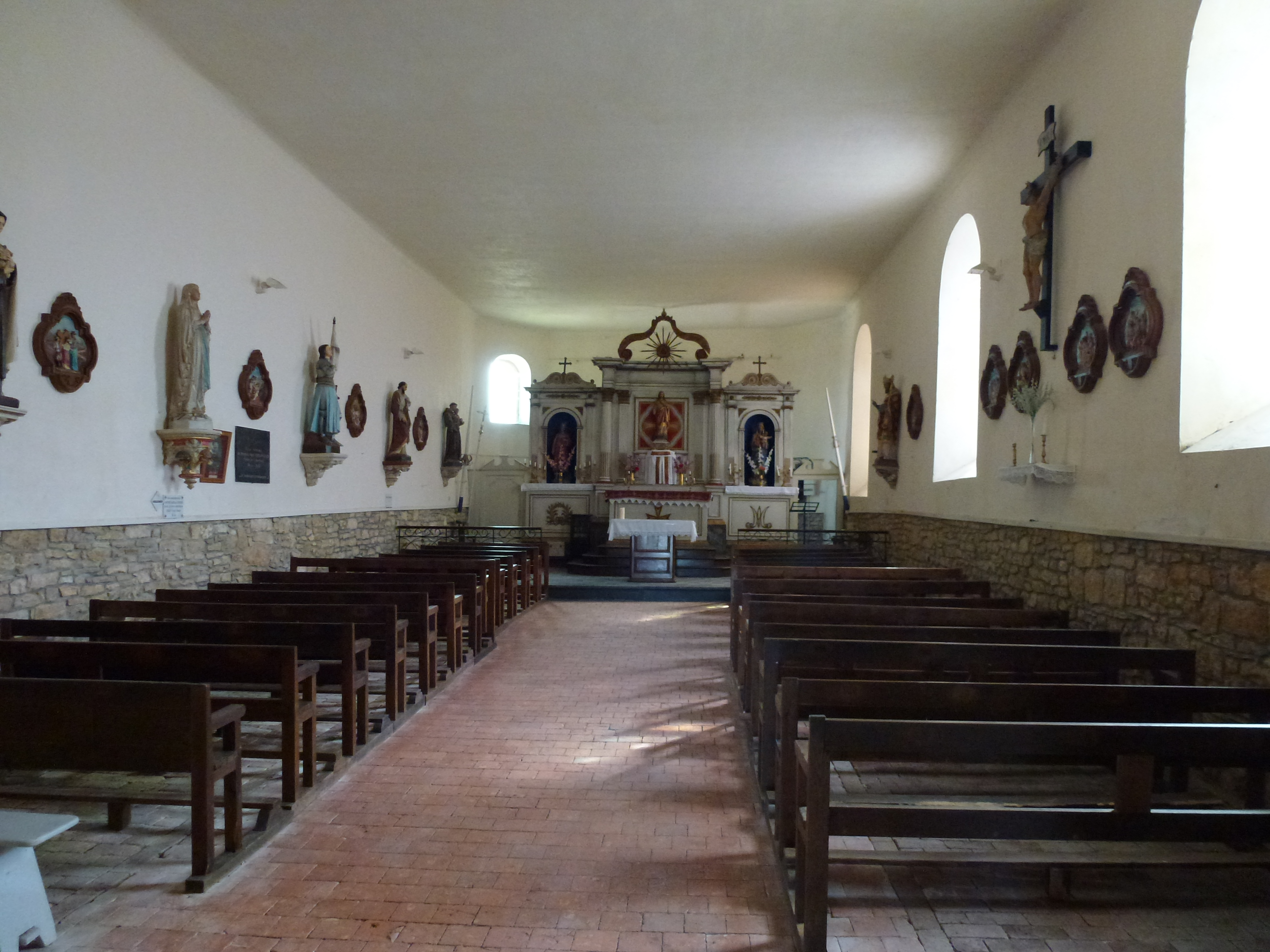
داخل الكنيسة.
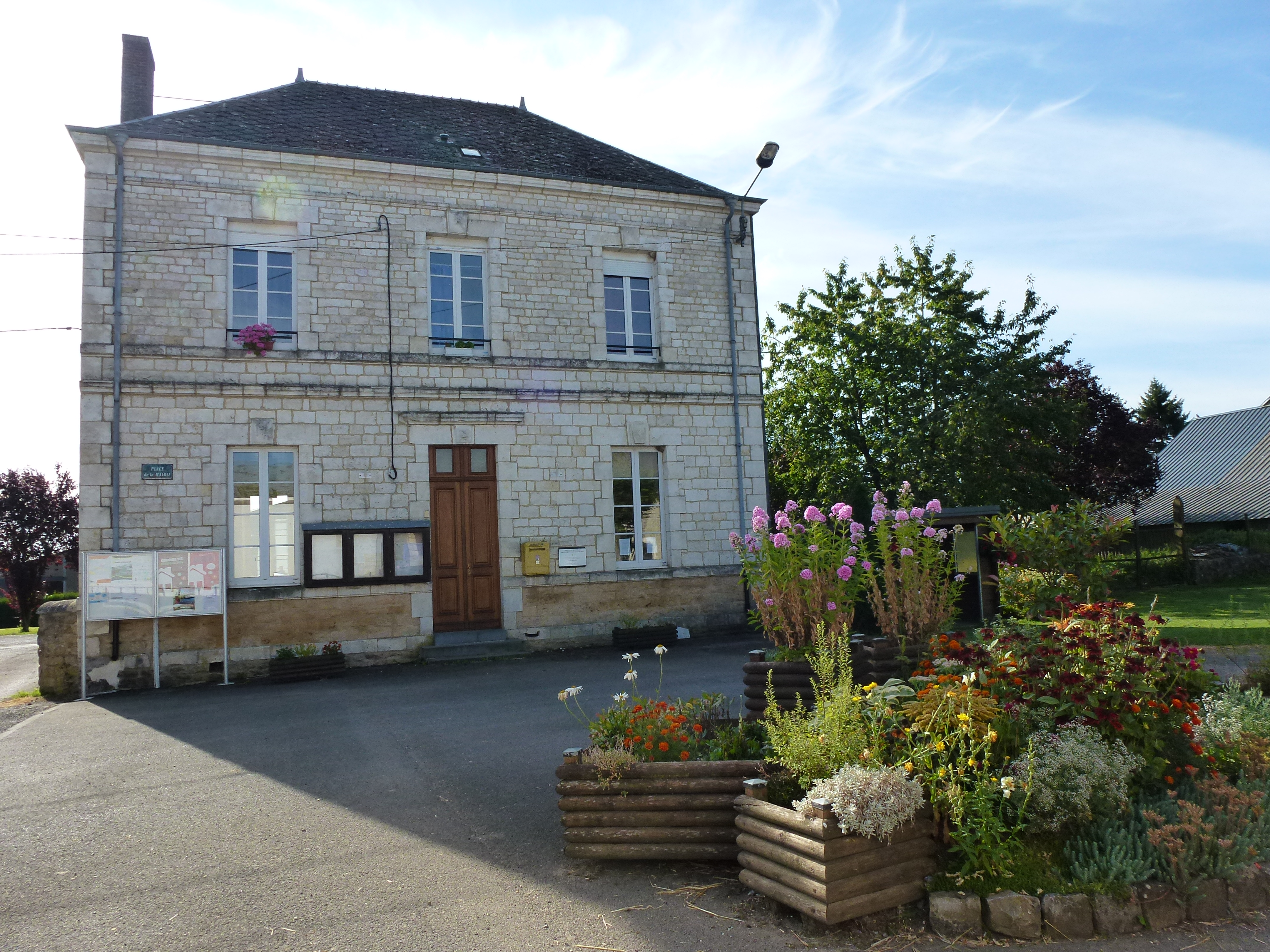
قاعة المدينة.